# Hohenstraße (Tauberbischofsheim)
Hohenstraße ist ein Wohnplatz auf der Gemarkung des Tauberbischofsheimer Stadtteils Impfingen im Main-Tauber-Kreis im fränkisch geprägten Nordosten Baden-Württembergs.

## Geographie
Der Wohnplatz Hohenstraße befindet sich etwa 750 Meter östlich des Ortes Impfingen auf einem Berg.

## Kulturdenkmale
Am Wohnplatz befinden sich mehrere Kleindenkmale:

Bildstöcke am Wohnplatz Hohenstraße
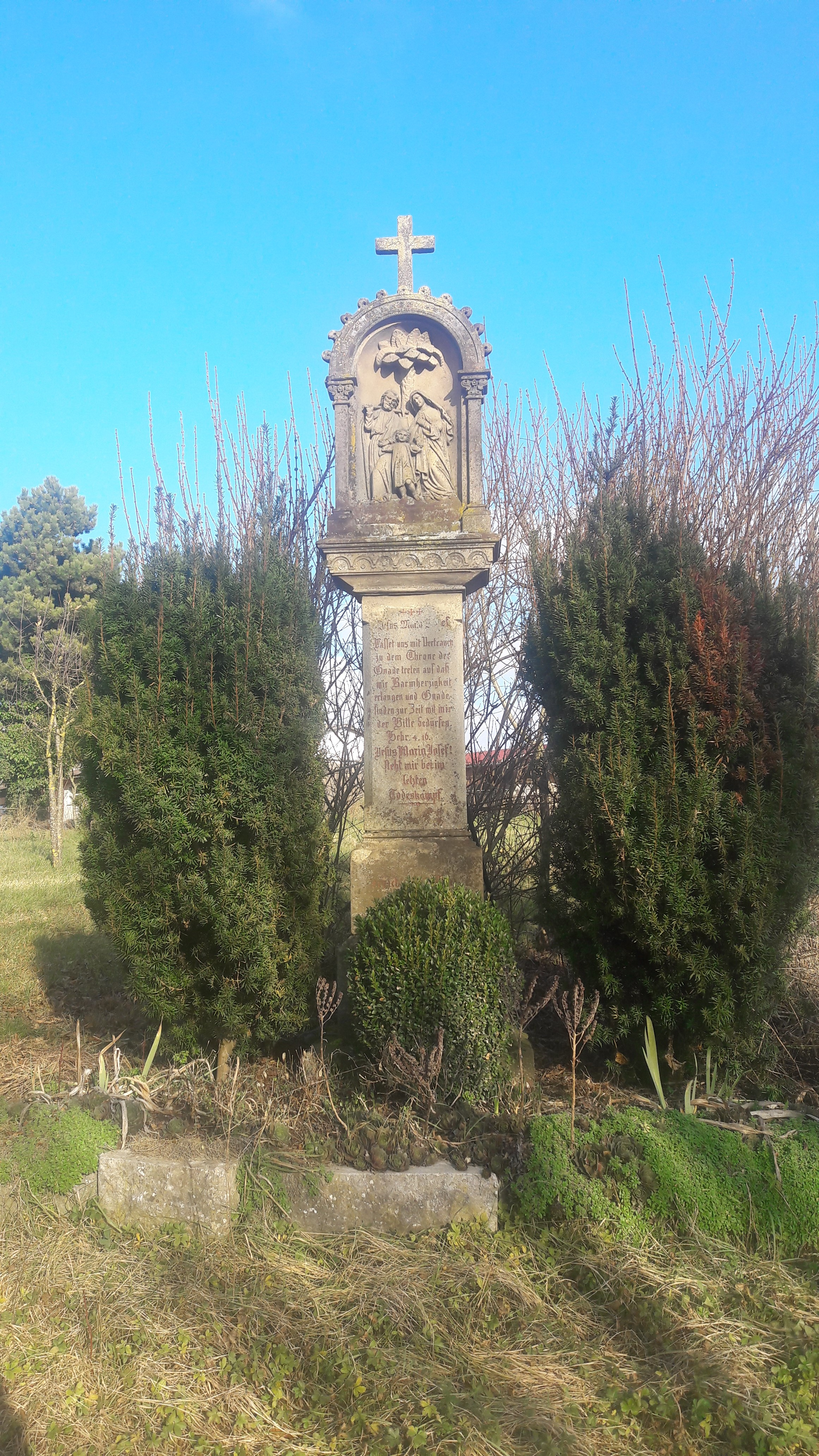
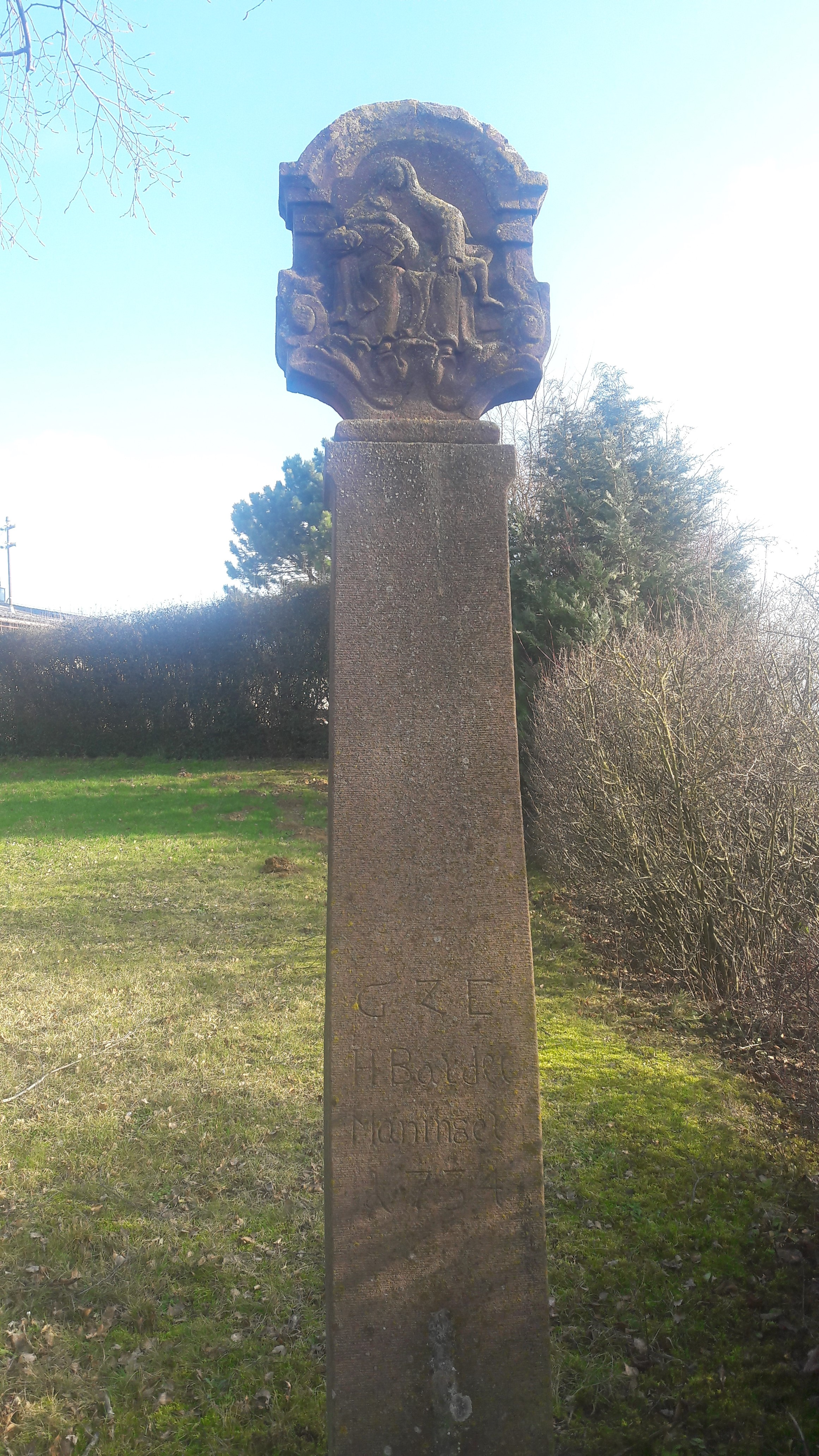
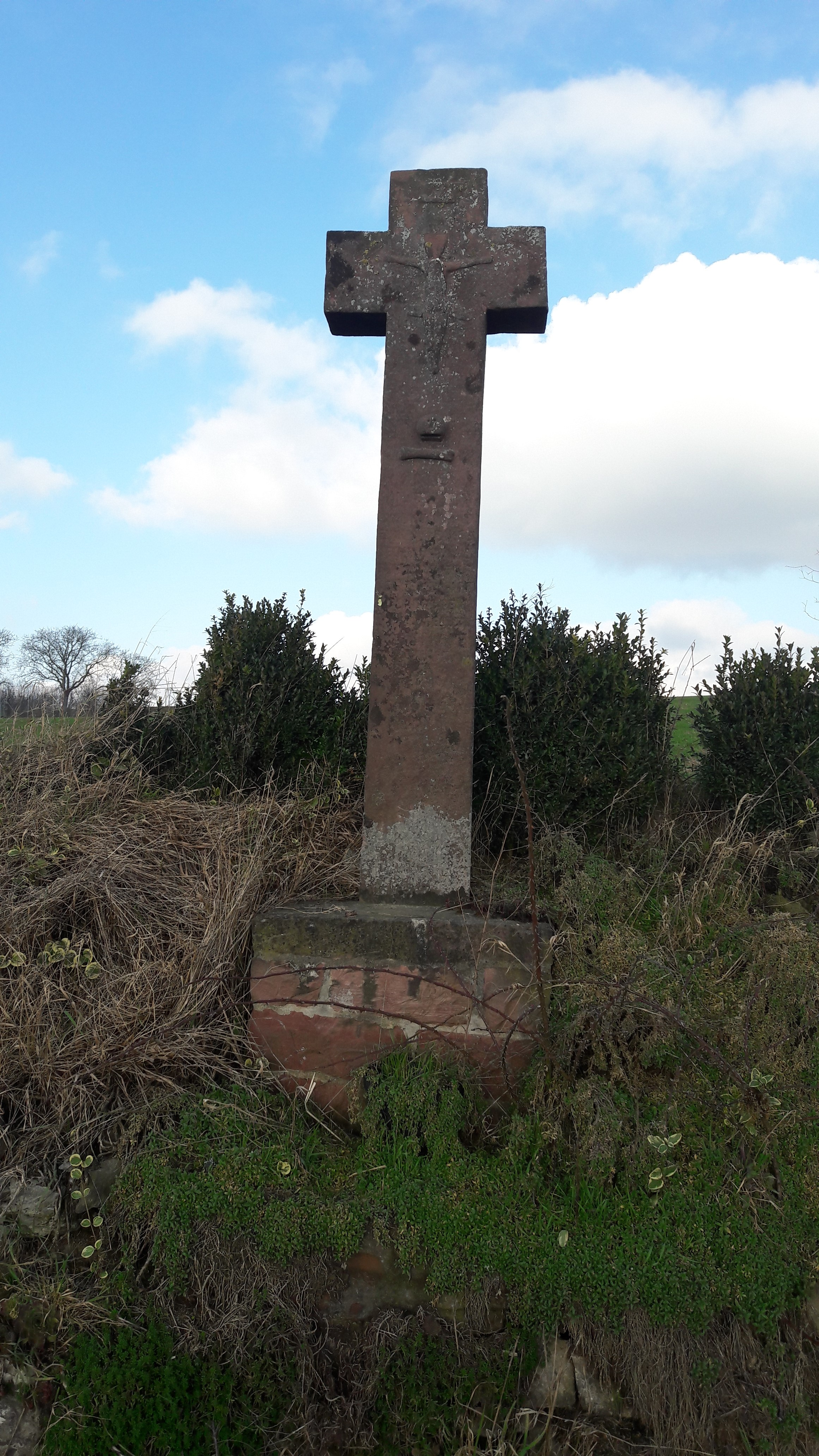

Am linken Wegesrand der gleichnamigen Hohenstraße, die in der Impfinger Ortsmitte beginnt und bergauf zum Wohnplatz führt, befindet sich der vierzehn Stationen umfassende Impfinger Kreuzweg.

## Verkehr
Der Wohnplatz ist über die gleichnamige Hohenstraße zu erreichen, die im Dorf Impfingen von der Taubertalstraße (davor und danach als L 506) abzweigt.